# Tom Heinsohn
Thomas William Heinsohn (* 26. August 1934 in Jersey City, New Jersey; † 9. November 2020 in Newton, Massachusetts) war ein US-amerikanischer Basketballspieler, -trainer und -kommentator. In der NBA gewann er mit den Boston Celtics acht Meisterschaften als Spieler und zwei weitere als Trainer.

## Leben
Heinsohn spielte in der NCAA für die Holy Cross Crusaders, zu jener Zeit eine der besten College-Mannschaften, für die auch Bob Cousy gespielt hatte. Er wurde bei der Draft 1956 von den Boston Celtics als territorial pick ausgewählt, in demselben Jahr, in dem auch Bill Russell vom College zu den Celtics wechselte. Heinsohn wurde nach seiner ersten Saison als Rookie of the Year sowie ins All-Star Team der Eastern Conference gewählt und gewann mit den Celtics die erste Meisterschaft. Zwar verloren die Celtics in der Saison darauf in den Play-offs gegen die St. Louis Hawks, doch gewann Heinsohn in den folgenden sieben Jahren mit den Celtics jedes Mal die NBA-Meisterschaft. In drei Saisons (1959/60 bis 1961/62) war er bester Scorer der Celtics, zudem wurde er viermal ins All-NBA Second Team (1960–1964) sowie nach 1957 weitere fünf Male als Teilnehmer des NBA All-Star Games (1961–1965) gewählt. Er zeichnete sich vor allem durch einen konstanten Wurf aus, für den er von seinen Mitspielern den Spitznamen „Tommy Gun“ erhielt. Von 1958 bis 1965 war Heinsohn Präsident der National Basketball Players Association.
Erstmals Cheftrainer der Celtics wurde Heinsohn 1969, nachdem die großen Stars der Mannschaft ihre Karrieren beendet hatten. Zwar hatten die Celtics in dieser Saison eine negative Siegesbilanz, doch steigerten sie diese von Jahr zu Jahr und hatten schließlich in der Saison 1972/73 die beste Bilanz der Liga, wofür Heinsohn als bester Trainer des Jahres in der NBA ausgezeichnet wurde. Die Meisterschaft gewann er mit Boston 1974 und 1976. Nach dem Saisonstart 1977/78 mit nur 11 Siegen aus 34 Spielen trat er zurück.
Ab 1981 arbeitete er als Fernseh-Kommentator und -Analyst bei Spielen der Celtics für CSN New England (ehemals FSN New England). Heinsohn war bekannt für seine tommy points, die er an Spieler vergab, die seiner Meinung nach in einer Spielszene besonderen Einsatz gezeigt hatten.
1986 wurde er als Spieler und 2015 als Trainer in die Naismith Memorial Basketball Hall of Fame aufgenommen. Er ist erst die vierte Person, die Mitglied beider Sektionen wurde, nach John Wooden, Bill Sharman und Lenny Wilkens.